# Jan van Dijk (Komponist)

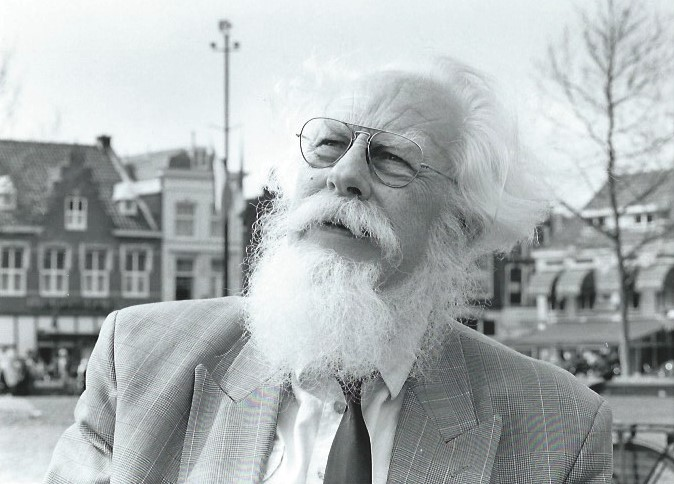
Jan van Dijk

Jan van Dijk (* 4. Juni 1918 in Oostzaan; † 25. November 2016 in Zwijndrecht) war ein niederländischer Komponist und Pianist.

## Leben und Wirken
Van Dijk hatte von 1930 bis 1935 Klavierunterricht bei Henk Zanen und Violinunterricht bei Johan van de Woude und war 1935 Klavierschüler von Emile Eberle an der Musikschule Rotterdam. Am Konservatorium Rotterdam studierte er von 1936 bis 1941 Klavier bei Jaap Callenbach, Violine bei Johan Warnars und Komposition bei Willem Pijper, dessen Privatschüler er danach bis 1946 war. Außerdem nahm er Orgelunterricht bei Ferdinand Timmermans.
Von 1942 bis 1944 unterrichtete van Dijk an der Musikschule Toonkunst in Rotterdam. Von 1946 bis 1962 unterrichtete er Harmonielehre, Kontrapunkt, Theorie und Komposition am Konservatorium von Rotterdam. Daneben war er von 1955 bis 1983 Lehrer am Brabants Conservatorium in Tilburg und von 1962 bis 1977 am Koninklijk Conservatorium in Den Haag. Zu seinen Schülern zählten u. a. Marinus Kasbergen, Joop Voorn, Henk Stoop, Kees Schoonenbeek, René Pieper und Tom de Vree.
Van Dijk wirkte als Juror bei verschiedenen Wettbewerben, schrieb als Musikkritiker u. a. für das Algemeen Handelsblad und war Mitbegründer des Gouds Symphonie Orkest und der Nederlandse Pianola Vereniging. Er arbeitete von 1936 bis 1993 als Kirchenorganist, daneben auch als Dirigent und Begleiter verschiedener Laienchöre und -orchester.
Mit über 700 Werken deckte van Dijk praktisch alle musikalischen Genres ab: er komponierte Orchester- und Schauspielmusiken, Instrumentalkonzerte, Kammermusik, Chor-, Klavier- und Orgelwerke und Lieder. Er erhielt 1959 und 1969 den Visser Neerlandia-prijs und 1970 den Willem Pijper-prijs, wurde 1980 mit dem Kulturpreis von Nordbrabant für sein Lebenswerk ausgezeichnet und 1991 für seine Verdienste um das Musikleben der Stadt mit der Ehrenbürgerschaft von Gouda.